# Piliscsaba
Piliscsaba [piliščaba] (slovensky Pilišská Čaba) je město v Maďarsku v župě Pest, spadající pod okres Pilisvörösvár, nacházející se asi 12 km severozápadně od Budapešti. Město se nachází pod Pilišskými vrchy. V roce 2015 zde žilo 8 053 obyvatel, z nichž jsou 86,4 % Maďaři, 7,1 % Němci, 4,1 % Romové, 1,5 % Slováci, 0,3 % Poláci a 0,2 % Rumuni.
Poblíže se nachází město Pilisvörösvár. Poblíže jsou též obce Pilisjászfalu, Pilisszentiván a Tinnye.